# 宋士素
宋士素，南北朝北齐官员，广平人。
他的父亲宋游道临终对儿子们说自己执法太刚，仕途不顺，子孙不足效仿。宋士素和弟弟宋士约、宋士慎听从父言，柔和谦逊。宋士素沉默少言，有才识，升任为中书舍人。赵彦深把他引入内省，参与管理机密。历任中书侍郎、黃門侍郎，升任仪同三司、散骑常侍，常领黄门侍郎。处于机要，近二十年，周到谨慎温和恭敬，被赵彦深看重。武平年间宋士素，久典机密，重赠仪同三司，谥贞惠。祖珽主持朝政，赵彦深外任刺史。祖珽上奏以宋士素为东郡守，中书侍郎李德林请求祖珽留下宋士素，宋士素还是担任黄门侍郎，共典机密。宋士约官至尚书左丞。